# Franjo Josip I.
Franjo Josip I. (Schönbrunn, Beč, 18. kolovoza 1830. – Schönbrunn, Beč, 21. studenoga 1916.), austrijski car i ugarsko-hrvatski i češki kralj (1848. – 1916.).

## Djetinjstvo
Rođenje Franje Josipa 18. kolovoza 1830. dočekano je s velikim oduševljenjem djeda cara Franje II. i ostalih pripadnika dinastije Habsburg, kojoj je prijetilo izumiranje u muškoj lozi. Njegov otac, nadvojvoda Franjo Karlo, bio je jedini zdravi sin Franje II. kojemu su sva ostala muška djeca umrla u djetinjstvu (dva sina) ili bila mentalno zaostala (Ferdinand I.). Majka Franje Josipa je bila bavarska princeza Sofija i ona će u početku imati veliki utjecaj na budućeg cara.
U djetinjstvu Franje Josipa Dvor je donio odluku da otac Franje Josipa nije sposoban za cara kao ni mentalno zaostali najstarji sin Franje II., Ferdinand. Ipak Franjo II., pozivajući se na zakone o nasljeđivanju po kojima najstariji sin nasljeđuje krunu, prisilio je ministre i pripadnike dinastije Habsburg priznanje maloumnog Ferdinanda I. za cara. Ta odluka pridonosi odstranjenju iz linije nasljeđivanja oca Franje Josipa, Franje Karla, da bi mladi Franjo Josip što prije mogao postati car.

## Obrazovanje
Najveći utjecaj na obrazovanje budućeg cara imala je njegova katolički nastrojena majka Sofija te je Franjo Josip sklon katoličkoj vjeri. Za vrijeme školovanja Franjo Josip naučio je češki, francuski, mađarski i talijanski jezik. Dobiva i vojnog učitelja grofa Coroninija koji ga poučava vrlinama vojne discipline i drugim pozitivnim vojničkim vrijednostima. Naučeno Franjo Josip pokazuje u bitci za Santa Luciju u Italiji u svibnju 1848. i impresionira maršala Radetzkog. Vojno školovanje prekinuto je na nivou nižeg časnika u trenutku kada postaje car. Zato će tijekom svoje vladavine Franjo Josip obraćati pažnju i trošiti vrijeme na sve "sitnice" kojima se u vojsci bave niži časnici, a rijetko će vidjeti potpunu stratešku sliku kojom se bave viši časnici. Slični nedostaci pojavljuju se tijekom školovanja u politici koje će također biti iznenada prekinuto njegovom krunidbom za cara. 
Na kraju školovanja car je poliglot prosječnih intelektualnih sposobnosti s velikom samokontrolom koji razmišlja strogo logično, koji odbija sve vrste mistike, ali s nedovršenim vojnim, političkim i pravnim školovanjem. Treba spomenuti i njegovu urođenu sposobnost prepoznavanja kada mu sugovornik laže ili ga pokušava prevariti.

## Osobnost
Najvrjednija osobnost Franje Josipa bila je samokontrola i podređivanje vlastite dobrobiti Carstva. Čak i u ekstremnim situacijama kao što je bilo ubojstvo njegovog jedinog sina Rudolfa on se odlučuje na prikrivanje ubojstva, koje bi potreslo državu, te izjavljuje da je to bilo samoubojstvo čime zataškava problem. Slične primjere samokontrole pokazuje i tijekom prvih godina vladavine kada kao mladi car sudjeluje u plesovima na dvoru sve do trenutka ženidbe kada odmah prestaje sa zabavama.
Bila je poznata njegova dobroćudnost i milostivost. Sa samo 19 godina, nakon sloma Mađarske revolucije on zahtjeva milost za pobunjenike i u tomu djelomično uspijeva tako da je po završetku ratnih operacija pogubljeno manje od 150 pobunjenika. Čak je i Artur Gorgij, posljednji vođa revolucije, na kraju dobio carsko pomilovanje. Ta dobroćudnost uvijek ponovno pokazuje se kasnije tijekom života, osim kod neuspjelog atentata 1853. godine kada je bio teško ranjen. Atentatora je sud osudio na smrt i pogubio, ali čuvši za obiteljsku situaciju atentatora, Franjo Josip daje državnu mirovinu njegovoj majci.
Kao i većina osoba s apsolutnom vlašću car se dao nagovoriti od bliskih prijatelja, obitelji ili ministara na akcije koje u početku nije smatrao pametnim ili poželjnim. Povijesni izvori govore o danu krunidbe kad njegov brat slučajno razbije staklo na crkvi i dolazi u strahu tek okrunjenom caru tražeći pomoć. Tada Franjo Josip uzima kamen u ruku i pita majku smije li ga i on baciti na staklo. Tek nakon dopuštenja kamen će biti bačen. U političkom životu često su drugi vršili pritisak na njega radi donošenja odgovarajućih odluka. Barun Kubeck nam ostavlja u svom dnevniku povijesni izvor o nagovaranju cara da 1851. godine proglasi apsolutizam. Nagovaranje je trajalo duže od 7 mjeseci i na kraju je Franjo Josip potpisao zakon. Ta njegova popustljivost trajat će do kraja života, a na kraju će rezultirati Prvim svjetskim ratom.  Nakon  Sarajevskog atentata car će biti izložen velikom narodnom, vojnom i političkom pritisku da objavi rat čemu se on žestoko protivio. Nakon mjesec dana pritiska 28. srpnja 1914. godine on potpisuje mobilizaciju, a potpis će popratiti riječima: "Ja sam učinio najbolje što sam mogao, ali sada je sve gotovo".
Vjerojatno najveća slabost Franje Josipa manjak je vizije razvoja države. Uvijek pokušava riješiti trenutne "jednostavne" probleme dok oni teži nacionalni po njegovom mišljenju nisu rješivi pa ih i ne pokušava riješiti. U zadnja dva desetljeća života potpuno je pasivan što dovodi do novih problema.

## Poznanici o Franji Josipu
Schwarzenberg, koji je bio prvi premijer mladog cara, već na proljeće 1849. protestira zbog prevelike pažnje koju Franje Josip posvećuje detaljima. Slične primjedbe drugih poznanika će rezultirati popularnom kritikom da on ima način razmišljanja nižeg časnika, a ne cara. Franjo Karlo o svom sinu Franji Josipu komentira:
| »            | Naš Car nema prijatelja jer njegove osobne osobine to ne dopuštaju. On se nalazi sam na vrhu i govori s onima koji poslužuju, ali odbija razgovor. Samo moćni ljudi mogu razgovarati s njim, dok on sam vjeruje kako živimo u najsretnijem razdoblju austrijske povijesti jer mu tako govore. U novinama on čita samo tekstove koje su mu označili crvenom bojom, a jedini dodir s realnošću mu je bila supruga Elizabeta koja se brinula o ozbiljnim stvarima | « |
| Franjo Karlo | |   |

Ministri su o sastancima s Franjom Josipom i njegovim odlukama dali njegovu veoma jednostavnu i ne pretjerano pozitivnu sliku: "Tko zadnji priča s carem gotovo je uvijek u pravu". Bez obzira na to oni će kao i svi drugi postati žrtve njegovog osobnog šarma. Potpuno je nevažno bilo ako su posjetitelji bili obični stanovnici, državni službenici ili predsjednici pošto svi ostaju šarmirani. Britanski kralj Edvard VII. će 1907. ostati impresioniran simpatičnim carem (tako će ga i nazvati), a Theodore Roosevelt, 26. predsjednik Sjedinjenih Američkih Država, bit će tako iznenađen da će mu car u jednom trenutku samo kazati: "Vi u meni gledate posljednjeg europskog monarha stare škole". Sam Roosevelt o susretu govori malo drugačije, ali nam ostavlja zanimljivo razmišljanje o caru koji po njegovim riječima "nije jako sposoban čovjek, ali je gospodin".
Na kraju najbolje mišljenje o Franji Josipu u dvadesetom stoljeću je dao Franjo Josip koji je samog sebe nazvao anakronizmom.

## Obiteljske tragedije
Nakon nekoliko neuspješnih udvaranja (za princeze od Modene, Pruske i Saske) Franjo Josip odabire uvijek veselu, energičnu Elizabetu Bavarsku (nadimak Sisi) koja je u velikoj suprotnosti s njegovom osobnošću za svoju ženu. Taj brak sklopljen je upravo na inicijativu budućeg cara, što je bio jedini put da se usprotivio svojoj majci, koja je zahtijevala brak s najstarijom od tri bavarske princeze. Idealizirano vjenčanje uskoro postaje noćna mora, pošto Sisi odbija živjeti na dvoru po dvorskim pravilima. Nakon 6 godina braka i rođenja prijestolonasljednika Rudolfa, Sisi napušta Franju Josipa i putuje po Europi. Vratit će mu se samo na kratko 1867. – 68. godine, ali bez obzira na to Franjo Josip će ostati duboko zaljubljen u svoju caricu i tek će pred kraj njenog života početi živjeti s ljubavnicom, glumicom Katharinom Schratt, koja je postala "neokrunjena austrijska carica".
Kao i većina drugih vladara (Luj XIV., August, Ramzes II., ...) koji su upravljali svojim državama više od pola stoljeća i život Franje Josipa je bio potresen velikim obiteljskim tragedijama. Prva od njih postaje smrt kćeri Sofije u trećoj godini života. Navodno je ta smrt 1857. godine uzrokovala psihičke probleme carice Sisi što će kasnije dovesti do raspada braka.
Desetljeće nakon te jedine prirodne tragedije, smrt od bolesti, dolazi do krvavih tragedija Franje Josipa. Carev, navodno sterilni, brat Maksimilijan 1863. godine prihvatio je titulu meksičkog cara. Francuske okupacijske trupe koje su pomogle u krunidbi će 1866. godine poraziti tamošnji pobunjenici, a sam Maksimilijan je ubrzo potom zarobljen i strijeljan 19. lipnja 1867. godine.
Više od dvadeset godina kasnije, Franjo Josip doživljava najteži mogući udarac kada mu je ubijen jedini sin, prijestolonasljednik Rudolf u neslavnoj tragediji Mayerling. Službena istraga o smrti, vođena i blagoslovljena od cara, govorit će o samoubojstvu, ali su mnoga pitanja ostavljena otvorena. Obdukcija izvršena 1992. godine na tijelu Rudolfove ljubavnice, koju je on po službenom izvještaju ubio hicem iz pištolja, dokazala je greške službenog izvještaja iz 1889. godine, pošto je ona bila ubijena udarcima, a ne hicem. Također je kasnije otkriven i stari izvještaj policije koji govori da je Rudolf ubijen sa šest hitaca iz puške. Ubojstvo carevića Rudolfa, koji je bio poznati protivnik dualizma, to jest Ugarske, i vatreni zagovornik napuštanja saveza s Njemačkom, bila je politička noćna mora koja je mogla završiti ratom pa ju možda iz tog razloga Franjo Josip zataškava pričom o samoubojstvu.
Sljedeća žrtva iz unutarnjeg kruga careve obitelji postaje carica Elizabeta, koju 1898. godine, u Švicarskoj, ubija talijanski anarhist Luigi Lucheni koji šezdesetogodišnju caricu probija nožem, ali ipak njena smrt postaje nevažna kada ju se usporedi s ubojstvom nećaka Franje Josipa i prijestolonasljednika Austro-Ugarske Franje Ferdinanda u Sarajevu 1914. godine. Franju Ferdinanda i njegovu suprugu Sofiju ubio je Gavrilo Princip, smatrajući prijestolonasljednika protivnikom Jugoslavena i glavnog predstavnika okupacijske sile. Ovo ubojstvo, koje se dogodilo pred velikim brojem promatrača, bez obzira na sve careve želje nije moglo biti zataškano, što će na kraju dovesti do početka Prvog svjetskog rata, čemu se car također snažno protivio.

## Pokušaj atentata 1853.
Dana 18. veljače 1853., car je preživio pokušaj atentata kojeg je izveo mađarski nacionalist János Libényi. Car je šetao s jednim svojim časnikom Maximilianom Karlom Lamoralom O'Donnellom, na jednom od gradskih bastiona, kada mu je Libényi prišao. Napao je cara s leđa i nožem ga ubo u vrat. Car Franjo Josip je gotovo uvijek nosio uniformu s visokim ovratnikom, tako da mu je vrat bio gotovo u potpunosti prekriven ovratnikom napravljenim od čvrstog krutog materijala. Car je bio ozlijeđen i počeo krvariti, ali ovratnik mu je spasio život. Grof O'Donnell je tada odmah napao Libényija sa svojom sabljom. O'Donnell je kasnije postao i službeni grof Habsburške Monarhije (do tada je samo bio grof zbog irskog plemićkog porijekla) i nagrađen je za svoje zasluge u spašavanju cara. Još jedan svjedok, koji je slučajno prolazio, mesar Joseph Ettenreich, također je pomogao i svladao Libényija. Za to ga je car nagradio i proglasio ga plemićem, te je ovaj tako postao Joseph von Ettenreich. Libényi je ubrzo odveden pred sud te osuđen na smrt zbog pokušaja regicida. Smrtna kazna izvršena je na Simmeringer Haideu. Nakon ovog neuspjelog napada, carev brat Maksimilijan, kasniji meksički car, pozvat će sve europske plemićke obitelji na davanje donacije za izgradnju crkve na mjestu napada, koja bi tamo stajala kao simbol i podsjetnik. Crkva se nalazu u Ringstraßeu, blizu Sveučilišta, a znana je kao Votivkirche.

## Vanjska politika
Nedostatak careve vizije nigdje se nije bolje vidio nego u vanjskoj politici. Njegove pragmatične odluke da bi se riješili trenutačni problemi dugoročno rezultiraju potpunom katastrofom. Početkom vladavine Franje Josipa jedini veliki prijatelj njegove države biva Rusko Carstvo. Kada je 1848. izbila Mađarska revolucija, koja će uskoro dovesti do proglašenja samostalne republike. Uskoro je ta revolucija zaprijetila Franji Josipu, nakon čega je ovaj poslao svoju vojsku u Mađarsku. No, tek kada je Rusko Carstvo 1849. poslalo svoje trupe pod vodstvom Ivana Paskjeviča, revolucija je ugašena i Franjo Josip je uspio sačuvati vlast. Četiri godine kasnije tijekom Krimskog rata (1853. – 1856.),  zaboravljajući povijesno neprijateljstvo s Pruskom, on sklapa obrambeni savez protiv Rusije i ulazi na napadački savez s Francuskom, Sardinijom (s kojom je ratovao 1848. – 1849. godine) i Velikom Britanijom i to upravo protiv Rusije, čijeg se utjecaja na Istoku bojao.  Na kraju će doći čak do mobilizacije vojske za rat i na taj način vezati na sebe pola ruske vojske. Bez obzira na to što kriza prolazi bez objave rata, Rusija to ne će nikada zaboraviti pa od velikog prijatelja postaje nekad otvoreni, a nekad pritajeni neprijatelj.
Po završetku Krimskoga rata, francuski car Napoleon III. potpisuje tajni ugovor sa sardinijskim šefom vlade Cavourom kojim obećaje pomoć Italiji u borbi s Habsburškom Monarhijom tijekom rata za ujedinjenje, tražeći zauzvrat pokrajinu Savoja.  Kada je 1859. ujedinjenje Italije započelo, Franjo Josip I. je doživio dva teška poraza kod Magente i Solferina i tako morao predati Lombardiju Italiji. Već 1864., zajedno s Pruskom, sudjeluje u Austrijsko-njemačkom ratu protiv Danske, gdje odnosi pobjedu, te u diobi spornog teritorija Schleswig-Holstein dobiva Holstein.  No, savezništvo s Prusijom raspast će se već nakon dvije godine kada započinje Austrijsko-pruski rat 1866. godine. Kancelar Bismarck sklopio je savezništvo s Talijanima, obećavši im pokrajinu Veneto, i tako napao vojsku Franje Josipa koja je, nakon teškog poraza kod Sadove morala kapitulirati. Potpisivanjem Praškog mira, Franjo Josip gubi Veneto, a ukidanje Njemačke konfederacije i formiranje Sjevernonjemačke konfederacije rezultiralo je izbacivanjem Habsburške Monarhije iz Njemačke.
Situacija na Balkanu nikada nije bila previše povoljna za Austro-Ugarsku, a najveći problemi dogodili su se upravo za vrijeme Franje Josipa. Osmansko Carstvo, "Bolesnik na Bosporu", sve je više slabio, a utjecaj Kneževine Srbije (koja je sve više jačala), širio se na Bosnu i Hercegovinu, interesnu zonu čak četiriju zemalja - Austro-Ugarske, Hrvatske (već je ban Ivan Mažuranić bio zagovornik pripajanja Bosne Hrvatskoj), Srbije i Osmanskog Carstva. Kada je 1875. u Bosni i Hercegovini izbio ustanak koji će dovesti do Velike istočne krize, završene Mirom u San Stefanu 1878. No, europske velesile nisu bile zadovoljne širenjem ruskog utjecaja pa je njemački kancelar Bismarck 1878. sazvao Berlinski kongres na kojem je revidiran Sanstefanski mir. Rezolucijom Berlinskog kongresa, priznata je neovisnost Srbiji (koja će 1882. postati kraljevina), Crnoj Gori, Bugarskoj i Rumunjskoj, a Austro-Ugarska je dobila upravu na Bosnom i Hercegovinom, koja de iure jest ostala pod upravom Osmanskog Carstva, ali je Austro-Ugarska uz upravu dobila i opciju aneksije, koju će iskoristiti 1908. godine, što će izazvati novu krizu i pooštravanje odnosa sa Srbijom.  Iako je za vrijeme Obrenovića odnos dvaju država bio normaliziran, dolazak Karađorđevića Petra I. na vlast 1903. (nakon državnog udara) zaoštrio je odnose koje je Franjo Josip morao rješavati brojnim carskim sankcijama.
Franjo Josip posjetio je Bjelovar, 12. rujna 1888. godine. Povod su bile vojne vježbe na području sela Rače i Drljanovca, oko 20 km od Bjelovara. U carevoj pratnji bio je i prijestolonasljednik Rudolf te nadvojvode Vilim, Josip i Oto. U zgradi tadašnjeg gradskog poglavarstva u Bjelovaru (danas zgrada Gradskog muzeja), na prvome katu susreli su se car Franjo Josip I. i đakovački biskup Josip Juraj Strossmayer. Tijekom susreta, Franjo Josip I. prigovorio je biskupu što je poslao brzojavnu čestitku u Kijev prigodom 900. godina pokrštavanja Rusa. Taj događaj poznat je kao Bjelovarska afera.
Odnosi s Pruskom/Njemačkom i Sardinijom/Italijom nastavili su teći svojim putem. Očito neprijateljstvo koje rezultira s nekoliko ratova tijekom prvih dvadeset godina vladavine Franje Josipa postaje kasnije upitno prijateljstvo i savezništvo. To prijateljstvo će na kraju dobiti službenu potvrdu iz Berlina kada pod pritiskom da Njemačka izabere između Austro-Ugarske i Rusije, svog prijatelja (pošto su njih dvoje zbog zategnutih odnosa neprijatelji), ona izabire ovog prvog. Vječite sumnje Beča prema talijanskom prijateljstvu će biti potvrđene početkom Prvog svjetskog rata.
Franjo Josip je osjećao osobnu simpatiju prema Engleskoj ili po njegovim riječima: "Englezi su veoma inteligentni i veoma efikasni političari jer uvijek uspiju postići dobar kompromis među stranama. Koliko su oni različiti od nas u Austriji", ali će pokušaj kralja Edvarda VII. (koji je posjetio Austriju) iz 1907. godine o stvaranju saveza kako bi se Austro-Ugarska odvojila od Njemačke Franjo Josip odbiti zbog pozitivnog mišljenja o caru Vilimu II.
Iako na odnose s Njemačkom ili Italijom Franjo Josip, niti s najboljom voljom i političkom vizijom, nije mogao utjecati, istočna i balkanska vrata su bila otvorena sve dok ih on svojim dobronamjernim, ali pogrešnim odlukama nije zalupio. U krizi 1853. godine Pruska je sklopila proturuski savez s Austrijom samo da bi ga ubrzo ukinula prikazavši se pravim ruskim prijateljem za razliku od bečkog "izdajnika" spalivši tako mostove Franje Josipa u Petrogradu. Nakon državnog udara u Srbiji 1903. godine Austro-Ugarska je dobila blagoslov velikih sila (na prvom mjesto Rusije) za invaziju Srbije kako bi osvetio "dobrog" ubijenog kralja. Mirotvorno raspoloženi Franjo Josip je to odbio i tako propustio zadnju priliku da spasi svoje Carstvo od povezanih događaja koji će ga uništiti. Njegovu vanjsku politiku u posljednjih 15-ak godina vladavine obilježilo je uglavnom izbjegavanje sukoba sa Srbijom, što je neizbježno, unatoč brojnim ranijim pritiscima, postalo tek nakon Sarajevskog atentata 28. lipnja 1914.

## Unutarnja politika
Unutarnja politika Franje Josipa I. mogla se ogledati kroz dvije faze. Prva faza, faza carskog apsolutizma, započela je okvirno njegovim dolaskom na vlast 1848., a završila 1860. kada ukida Bachov apsolutizam. Druga faza može se nazvati fazom "demokracije na kapaljku", a trajala je od 1860. do 1916., isprekidana pojedinim periodima strožeg apsolutizma.
Franjo Josip I. je tako, sporo provodeći reforme u jednoj konzervativnoj Austro-Ugarskoj, ostavljao dojam dobronamjernog i miroljubivog, ali zastarjelog, vladara proizašlog iz nekog drugog vremena i nesposobnog za usklađivanje s novim društvenim tekovinama. Kao i u vanjskoj, tako i u njegovoj unutrašnjoj politici vidimo popuštanje pod pritiskom okoline. To počinje već samom krunidbom 1848. godine kada ministri i carska obitelj nagovaraju Franju Josipa da obeća demokratske reforme ili, preciznije govoreći, njegova krunidbena izjava govori o: "slobodnim državnim institucijama koje moraju prikazivati duh svojeg doba", o "jednakosti svih naroda unutar našeg Carstva" i o "monarhiji koja je spremna podijeliti svoja prava (upravljanja) s narodnim predstavnicima". Slomom revolucije dolazi do ukidanja parlamenta, ali premijer Schwarzenberg još uvijek predlaže stvaranje nekog neodređenog autokratskog ustava. Dnevnik baruna Kubecka iz 1851. godine nam govori o dugotrajnom nagovaranju cara za proglašenje apsolutizma i konačnom uspjehu.
Iako će kasnije ukinuti apsolutizam, a i zagovornici takve politike će umrijeti, Franjo Josip je takvu apsolutističku politiku zagovarao i intenzivno provodio do 1866. kada je, pod dojmom strijeljanja nadvojvode Maksimilijana u Meksiku počeo sa stvarnom provedbom liberalnije politike.
Njegov prvi politički čin, po gušenju revolucije, bilo je donošenje Oktroiranog ustava 1849. godine. Ustavom su omogućene neke beneficije neaustrijskim narodima unutar Monarhije, no ipak svi zahtjevi nisu zadovoljeni, Hrvatski se sabor protivio tom ustavu, ali je kao rezultat prisile Beča ustav ipak usvojen. Ukinuti Metternichov apsolutizam (kojega je ukinuo upravo Franjo Josip I.), uskoro će zamijeniti novi Bachov apsolutizam, koji se posebno snažno manifestirao u Hrvatskoj. Dana 31. prosinca 1851., Franjo Josip I. donosi Silvestarski patent kojim ukida Ustav i uvodi carski apsolutizam. Apsolutizam, znan još i kao Bachov apsolutizam, provodio je ministar vanjskih poslova Alexander Bach, koji jest donio i djelomičnu modernizaciju na području uprave, ali je uz pomoć svojih husara provodio snažan apsolutizam koji se pojaviše očitovao u gušenju nacionalnih ideja (aktivnost preporoditelja jenjava upravo s ovom godinom). Devet godina njegovog apsolutizma obilježili su i konflikti s banom Jelačićem oko provođenja apsolutizma, a njegovi vanjskopolitički neuspjesi, kombinirani sa sve jačom krizom, dotukli su i Bachov apsolutizam. Vojni neuspjesi kod Magente i Soflerina produbili su krizu, a najveći pritisak dolazio je upravo iz Banske Hrvatske. Jelačić je preminuo 1859., a kratkotrajna vladavina grofa Coroninija bila je samo uvod za sedmogodišnje banovanje Josipa Šokčevića.
Već 1860., car saziva pojačano Carevinsko vijeće. Predstavnici tadašnjih hrvatskih zemalja bili su nadbiskup Josip Juraj Strossmayer, (predstavljao Bansku Hrvatsku),  Frane Borelli (predstavljao Dalmaciju) i  Ambroz Vranyczany (predstavljao Slavoniju). Tamo je Franjo Josip I. postavio temelj za rješavanje krize, a između ostalog, raspravljalo se o ujedinjenju Hrvatske, što su prihvatili Strossmayer i Vranyczany, ali je odbio Borelli. Kao rezultat toga, Franjo Josip 20. listopada 1861. donosi Listopadsku diplomu kojom vraća ustavno stanje. U tom kratkom periodu u kojem je diploma bila važeća, ban Šokčević poslao je nekolicinu zahtjeva Caru od kojih su neki prihvaćeni (hrvatski kao službeni jezik, dvorski dikasterij), ali neki su odbijeni (ujedinjenje).  No, kao i jednom do sada, ustavno stanje nije dugo zadržano te car, već 26. veljače 1861., donosi Veljački patent kojim ponovo ukida ustavno stanje i uvodi apsolutizam. U travnju iste godine održano je povijesno zasjedanje Hrvatskoga sabora gdje prijetnju državnom jedinstvu predstavljaju zahtjevi Ante Starčevića i Hrvatske stranke prava, koja tako postaje prva hrvatska stranka koja se zalagala za potpunu samostalnost Hrvatske od Austro-Ugarske.

## Austro-ugarska nagodba
Godine 1865. održava se još jedan znakovit Hrvatski sabor, gdje je Hrvatska propustila priliku za dobivanje nekih važnih prava (prilika se stvorila zbog krize i slabosti uzrokovane vanjskopolitičkim neuspjehom). Franjo Josip je ubrzo ušao i doživio poraz u ratu s Pruskom, što je ubrzalo pregovore vezane uz unutardržavne promjene. Već 1867. godine, Franjo Josip potpisuje Austro-ugarsku nagodbu, dokument koji je i na službenoj državnoj razini uveo monarhijski dualizam. Zemlja je podijenjena na dva dijela, Cislajtaniju i Translajtaniju, austrijski i ugarski dio, a naziv države promijenjen je u Austro-Ugarska Monarhija. Hrvatska je u toj podjeli i dalje ostala rascjepkana (Dalmacija i Istra pripale su Austriji, a Banska Hrvatska i Slavonija Ugarskoj, s tim da je Banska Hrvatska imala poseban status), no zato je jedina od svih slavenskih zemalja unutar Monarhije dobila pravo na vlastite pregovore.  Nagodbeni ban Levin Rauch, predstavnik unionista, sklopio je 1868. godine Ugarsko-hrvatsku nagodbu, dokument koji je regulirao odnose između Banske Hrvatske i Ugarske. Iako je dokument, cjelokupno gledajući, sklopljen u korist Ugarske, Hrvatska je bila jedina zemlja koja je dobila pravo na kakvu-takvu nagodbu (što je bio značajan korak), a ipak je uspjela dobiti neke elemente autonomije. Kao službeni jezik postavljen je hrvatski, a Banska Hrvatska je dobila autonomiju u pravosuđu, bogoslovlju i obrazovanju (važniji resori, tipa financije, i dalje su bili pod kontrolom Ugarske), a na inzistiranje Franje Josipa dobila je i autonomiju vojske.  Jedini znakovit problem bio je status grada Rijeke, koja je trebala pripasti Hrvatskoj, ali je dodavanjem Riječke krpice pripala Ugarima. Riječka krpica bio je komad papira na kojem je napisano kako Rijeka pripada Ugarskoj, a na izvorni dokument nagodbe samo je nalijepljen, što ga pravno čini nevažećim, ali je unatoč tome, Ugarska preko tog grada dobila izlaz na more.
Priznavanje ovog dokumenta izazvalo je burne reakcije u Hrvatskoj, čija je kulminacija bila Rakovička buna Eugena Kvaternika iz 1871. godine. Kvaternik je u Rakovici proglasio samostalnu hrvatsku državu, no brojnim izdajama i spletkama, buna je krvavo ugušena, a njezin predvodnik ubijen.  Ipak, Hrvatska mora biti zahvalna Franji Josipu jer je kao jedan od uvjeta o kojima se ne može pregovarati bio postavio da ona bude u Ugarskom dijelu Carstva, ali i da bude autonomna politička cjelina s vlastitim parlamentom i vojskom (od 1868. do raspada Monarhije samo su Austrija, Ugarska i Hrvatska imale vojsku. Nije poznato je li Franjo Josip to učinio zbog povijesnih obveza svoje dinastije ili zahvalnosti zbog pomoći u gušenju revolucije 1848., no činjenica jest da je car omogućio i zahtijevao političku i vojnu autonomiju Hrvatske, čime je ona postala jedina neaustrijska i neugarska zemlja u Monarhiji koja je dobila taj status, a to je velika zasluga upravo samoga cara. Neke teorije tvrde da je pravi razlog ipak bio pragmatični, jer su se u slučaju neslaganja odluke u dvojnoj monarhiji donosili glasovanjem 60 predstavnika Austrijskog, 52 Ugarskog i 8 Hrvatskog parlamenta pa bi u slučaju sukoba dva parlamenta završnu prevagu na stranu Austrije donijela Hrvatska, pod uvjetom da to želi.
Rješavanjem ugarsko-hrvatskog problema Franjo Josip je odlučio riješiti i češki problem radeći novi kompromis s Bohemijskim parlamentom, nakon kojega bi on bio okrunjen za kralja Bohemije (Češke), koja bi dobila autonomiju veću od Hrvatske, ali manju od Ugarske. Bez obzira na oduševljenje Čeha tim prijedlogom projekt propada 1871. godine zbog žestokog protivljenja Nijemaca (Austrijanaca) i Mađara. Nakon toga neugodnog iskustva Franjo Josip odustaje od pokušaja sređivanja nacionalnih pitanja svoje države smatrajući ih jednostavno nerješivim, no to će se pokazati kao ključni problem koji će s vremenom dovesti do raspada Monarhije. Njegov odnos s Ugarskom te njegov odnos prema njoj, bio je poprilično povoljan za Ugare. Kao okrunjeni kralj zemalja Svetog Stjepana, Franjo Josip je bio obavezan zastupati interese Ugarske prema drugim teritorijama, državama i kraljevstvima, s jedinim austrijskim izuzetkom. U skladu s tim on se povlači iz tamošnje unutarnje politike ili kao na primjer tijekom pregovora između Hrvatske i Ugarske o stvaranju ustava zajedničke države, on zastupa Ugarska stajališta (što je rezultiralo potvrđivanjem Riječke krpice).
Sljedećih gotovo pola stoljeća Franjo Josip vlada državom kojom najčešće zajedno upravljanju predstavnici austrijskih i ugarskih liberalnih stranaka. Gospodarski napredak države je u skladu s ostalim europskih državama to jest korištenje željeza raste 400% u 40 godina, a slično se događa s poljoprivredom i s kilometrima izgrađenih željezničkih pruga. Jedino se neće riješiti je slavensko pitanje u Monarhiji. Bez obzira na povremene nemire i nacionalne netrpeljivosti to pitanje po mišljenju Franje Josipa nemoguće je riješiti pa on to ni ne pokušava.
Iako su Ugarske ekspanzionističke težnje još uvijek bile aktivne, možda najveći problem Franji Josipi predstavljala su brojna previranja u Hrvatskoj. Nakon smjene bana Raucha (kojega su Narodnjaci poslali na sud zbog financijskih malverzacija oko prodaje Lonjskog polja) i kratkotrajnog banovanja Kolomana Bedekovića, ban je postao Ivan Mažuranić, književnik, intelektualac i prvi hrvatski ban pučkog porijekla. Njegovo banovanje trajalo je 7 godina (1873. – 1881.), a obilježile su ga brojne reforme, ali i konačni raskol s carem. Franjo Josip podržavao je i poprilično simpatizirao bana Mažuranića, tako da je ovaj imao poprilično slobodne ruke u provođenju nekih reformi, koje se, jasno, nisu direktno ticale bečkoga dvora ili bilo čega što bi produbilo krizu. Mažuranić je tako, odmah po dolasku na bansku titulu, proveo reviziju nagodbe (ukinuo Rauchov sporni zakon koji je zabranjivao i kažnjavao bilo koji oblik javnog protesta ili negodovanja protiv nagodbe), a kasnije je proveo školsku i upravnu reformu, otvorio je Sveučilište u Zagrebu (1874.) i izgradio prvu psihijatrijsku ustanovu na ovom području (Stenjevec). No, Mažuranićeva vanjska i unutarnja teritorijalna politika dovele su do subsekventnog neslaganja s carem. Mažurenićeva otvorena potpora bosanskom ustanku i javni zahtjev za pripojenjem te države Hrvatskoj, kao i njegovo javno zalaganje za pripojenje Vojne krajine Hrvatskoj natjeralo je cara da pred kraj njegovog banovanja pripremi otpusno pismo za Mažuranića. Ovaj ga je preduhitrio te 1880. podnio ostavku, navodeći kao službeni razlog starost i umor, dok je zapravo otišao zbog neuspjeha vezanog uz pripojenje Vojne krajine, a Franjo Josip je za novog bana potvrdio grofa Ladislava Pejačevića.  Pejačević je manifestom iz 1881. uspio u onome što je Mažuranić zahtijevao i pripojio Vojnu krajinu Hrvatskoj,  što je opet potvrdio i sam car, no Pejačević odlazi s banske pozicije već 1883. kada ga zamjenjuje neslavni Károly Khuen-Héderváry. 
Héderváryjeva dvadesetogodišnja vladavina (1883. – 1903.) donijela je u Hrvatskoj snažnu mađarizaciju, gušenje nacionalnih interesa i strogu politiku ugarskog hegemonizma. Dolazilo je do brojnih prosvjeda (pogotovo studenata i mladih intelektualaca - politička moderna), a svi su oni konačno kulminirali 1895. godine. Dana 14. listopada 1895. godine, car Franjo Josip dolazi u Zagreb kako bi svečano otvorio novu zgradu HNK u Zagrebu. Héderváryjev bezobrazluk započeo je već po dolasku cara u Zagreb, kada ga je ovaj dočekao na glavnom kolodvoru. Prije nego što je ovaj stigao, Héderváry je donio vreću šljunka iz Mađarske i, u trenutku kada je car izlazio iz svog vagona, prosuo tu zemlji i caru rekao: "Sada hodate po mađarskoj zemlji." Nakon toga su krenuli prema zgradi HNK, gdje je car trebao svečano prerezati vrpcu i otvoriti kazalište. Tada su studenti zagrebačkog sveučilišta (među kojima je bio i slavni Vladimir Vidrić, koji je nosio sveučilišnu zastavu, te Stjepan Radić), pred očima cara i bana Héderváryja, uzeli veliku mađarsku zastavu i zapalili ju kao oblik protesta, ne direktno protiv samoga cara, već protiv bana Héderváryja i njegove autokratske politike. Želeći očuvati svoj carski integritet i zaštiti bana, Franjo Josip protjerao navedene studente iz Zagreba, nakon čega su ovi studije dovršavali u Beču ili Pragu. Sukobi i prosvjedi nastavljali su se i dalje, a kulminacija svega bila je 1903. godine (brojne ulične borbe, sukobi studenata, ubojstvo mladića u Zaprešiću 1903.) kada je car bio prisiljen smijeniti bana Héderváryja (iako mu je kasnije dao visoku funkciju u vladi)  kako bi smirio situaciju, a za novog je bana potvrdio Teodora Pejačevića.
Posljednjih 10-ak godina vladavine Franje Josipa bilo je usmjereno uglavnom na vanjsku politiku i sprečavanje (izbjegavanje) rata, tako da je njegovo unutarnjopolitičko djelovanje ostalo na onome s početka XX. stoljeća, bez značajnih reformi i zakona, dok su se glavni sporovi vodili na liniji Zagreb - Budimpešta, a bili su vezani uz ustrajno i uporno provođenje hegemonije na tlu Banske Hrvatske.

## Prvi svjetski rat
Sarajevski atentat 28. lipnja 1914. dao je povod za Prvi svjetski rat, no to je bila tek treća ratna kriza između Srbije i Austro-Ugarske Monarhije u zadnjih 11 godina. Pošto je samo Franjo Josip mogao potpisati objavu rata, sad već stari i potpuno pasivni car igra svojom neodlučnošću i miroljubivošću odlučujuću ulogu u katastrofi koja slijedi. Nakon ubojstva srpskog kralja i kraljice 1903. godine sve velike sile daruju Austro-Ugarskoj slobodne ruke za vojnu akciju kako bi uspostavila stari politički sistem. Franjo Josip sa svojom duboko urođenom miroljubivom politikom protivi se vojnom napadu pa do njega ne dolazi ni tada ni sljedeće 3 godine tijekom kojih velike sile odbijaju priznati novi režim u Srbiji. Zbog svojih povodljivih osobina Franju Josipa moglo se nagovoriti tijekom ovog razdoblja za vojni napad, ali za to je kao i u ostalim sličnim situacijama njegove vladavine bio potreban pritisak i ministara i vojske. U ovom konkretnom slučaju vojska je zahtijevala rat, a Vlada mir pa se car odlučio za mir.
Nova kriza između dvije države nastupa nakon aneksije Bosne i Hercegovine kojoj su se žestoko protivili Velika Britanija i Rusija (iako je ruski ministar svojevoljno dao blagoslov). Nakon aneksije, Austro-Ugarska pruža ruku prijateljstva Srbiji u obliku ekonomskih povlastica što će biti odbijeno u Beogradu. Kako se Rusija iz krize povukla zbog ranijeg poraza u ratu s Japanom, a Beč dobiva podršku Berlina, Austro-Ugarska je u ožujku 1909. godine uručila ultimatum Srbiji da zaustavi svoje propagandno-terorističke akcije u Bosni i Hercegovini i Hrvatskoj, a ujedno je Franjo Josip 29. ožujka 1909. godine potpisao naređenje za ratnu mobilizaciju. Već 31. ožujka 1909. godine, Srbija je diplomatski kapitulirala i obećala kako će u budućnosti biti "dobar susjed". Nakon te diplomatske note, Franjo Josip, protivno željama i naređenjima pobješnjelog grofa Franza Conrada von Hötzendorfa, glavnog zapovjednika Austro-Ugarske vojske koji problem želi riješiti ratom protiv diplomatski usamljene Srbije, naređuje demobilizaciju.
Na kraju politički popustljivost Franje Josipa dovodi do početka Prvog svjetskog rata, pošto glavni zapovjednik srpske vojne obavještajne službe, pukovnik Dragutin Dimitrijević Apis, stoji u središtu svih triju kriza. On je organizirao ubojstvo srpskog kralja 1903. godine, propagandne i terorističke akcije 1903. – 1909. godine i ubojstvo Austro-Ugarskog prijestolonasljednika Franje Ferdinanda u Sarajevu 1914. godine. Nakon ubojstva prijestolonasljednika Franjo Josip se protivio objavi rata, ali ipak pod pritiskom naroda, ministara i vojske on ga potpisuje riječima:
| »               | Ja sam uradio najbolje što sam mogao, ali sada je sve gotovo. | « |
| Franjo Josip I. |                                                               |   |

## Smrt
Preminuo je u utorak, 21. studenog 1916., u 9 sati navečer u carskom dvorcu Schönbrunnu pokraj Beča.

## Naslov
Velika titula austro-ugarskog vladara iz 1914. godine na njemačkom:
Seine Kaiserliche und Königliche Apostolische Majestät
von Gottes Gnaden Kaiser von Österreich,
König von Ungarn und Böhmen, von Dalmatien, Kroatien, Slawonien, Galizien, Lodomerien und Illyrien;
König von Jerusalem etc.;
Erzherzog von Österreich;
Großherzog von Toskana und Krakau;
Herzog von Lothringen, von Salzburg, Steyer, Kärnten, Krain und der Bukowina;
Großfürst von Siebenbürgen, Markgraf von Mähren;
Herzog von Ober- und Niederschlesien, von Modena, Parma, Piacenza und Guastalla, von Auschwitz und Zator, von Teschen, Friaul, Ragusa und Zara;
Gefürsteter Graf von Habsburg und Tirol, von Kyburg, Görz und Gradisca;
Fürst von Trient und Brixen;
Markgraf von Ober- und Niederlausitz und in Istrien;
Graf von Hohenems, Feldkirch, Bregenz, Sonnenberg etc.;
Herr von Triest, von Cattaro und auf der Windischen Mark;
Großwojwode der Woiwodschaft Serbien
etc., etc
ili prevedeno na hrvatski:
Njegovo carsko i kraljevsko apostolsko visočanstvo
božjom milošću car Austrije,
kralj Ugarske i Češke, Dalmacije, Hrvatske, Slavonije, Galicije, Lodomerije i Ilirije;
kralj Jeruzalema itd.;
nadvojvoda Austrije;
Veliki vojvoda Toskane i Krakova,
vojvoda Lorene, Salzburga, Štajerske, Koruške, Kranjske i Bukovine,
veliki knez Erdelja, markgrof Moravske;
vojvoda Gornje i Donje Šleske, Modene, Parme, Piacenze i Guastalle, Auschwitza i Zatora, Cieszyna, Furlanije, Dubrovnika i Zadra;
pokneženi grof Habsburga i Tirola, Kyburga, Gorica i Gradiška;
knez Tridenta i Brixena;
markgrof Gornje i Donje Lužice i u Istri;
grof Hohenemsa, Feldkircha, Bregenza, Sonnenberga itd.;
vladar Trsta, Kotora i na Slovenskoj krajini;
veliki vojvoda Srpskog vojvodstva
itd., itd.

### Članci
- Krešić, Milenko. 2016. Odjek promjene na Habsburškom prijestolju 1916. u hrvatskom i katoličkom bosanskohercegovačkom tisku. Prigodom 100. obljetnice smrti cara i kralja Franje Josipa I. i stupanja na prijestolje Karla I. (IV.). Vrhbosnensia. Univerzitet u Sarajevu – Katolički bogoslovni fakultet. Sarajevo. 20 (2): 413–427

## Vanjske poveznice
- Zakon o krunidbi Franje Josipa I. , Sbornik zakonah i naredabah valjanih za kraljevinu Hervatsku i Slavoniju, 1869. kom. I-VIII. str. 13-14, Zagreb 1870.
- Krunidbena zavjernica Franje Josipa I.  izdana Hrvatskom saboru u skladu s čl. 2. H-U Nagodbe, Sbornik zakonah i naredabah valjanih za kraljevinu Hervatsku i Slavoniju, 1869. kom. I-VIII. str. 14-17, Zagreb 1870.
- Zakon na vječnu spomen blagopokojnog Franje Josipa  donijet od strane Hrvatskog sabora 1917. god. u povodu careve smrti, Sbornik zakonah i naredabah valjanih za kraljevinu Hrvatsku i Slavoniju, 1917. kom. I-XIV. str. 33-34, Zagreb 1918.

| Prethodnik:  | Austrijski car, hrvatsko-ugarski i češki kralj | Nasljednik: |
| Ferdinand I. | Austrijski car, hrvatsko-ugarski i češki kralj | Karlo I.    |